# Capilla del Sagrado Corazón (Haifa)
La Capilla del Sagrado Corazón (en hebreo: המנזר הכרמליתי) es el nombre que recibe un edificio religioso que está afiliado a la Iglesia católica y se encuentra ubicado en el Monte Carmelo en la localidad de Haifa, al norte de Israel.
Destaca por su diseño particular ya que comenzó como un molino de viento con una ubicación privilegiada con vista al Mar Mediterráneo y a la ciudad de Haifa. La iglesia consta de pequeña cúpula blanca que data del siglo XIX. El templo Está cerrado a los visitantes y esta reservado exclusivamente para los habitantes católicos del monasterio, que lo utilizan para la oración y la contemplación. 

## Véase también

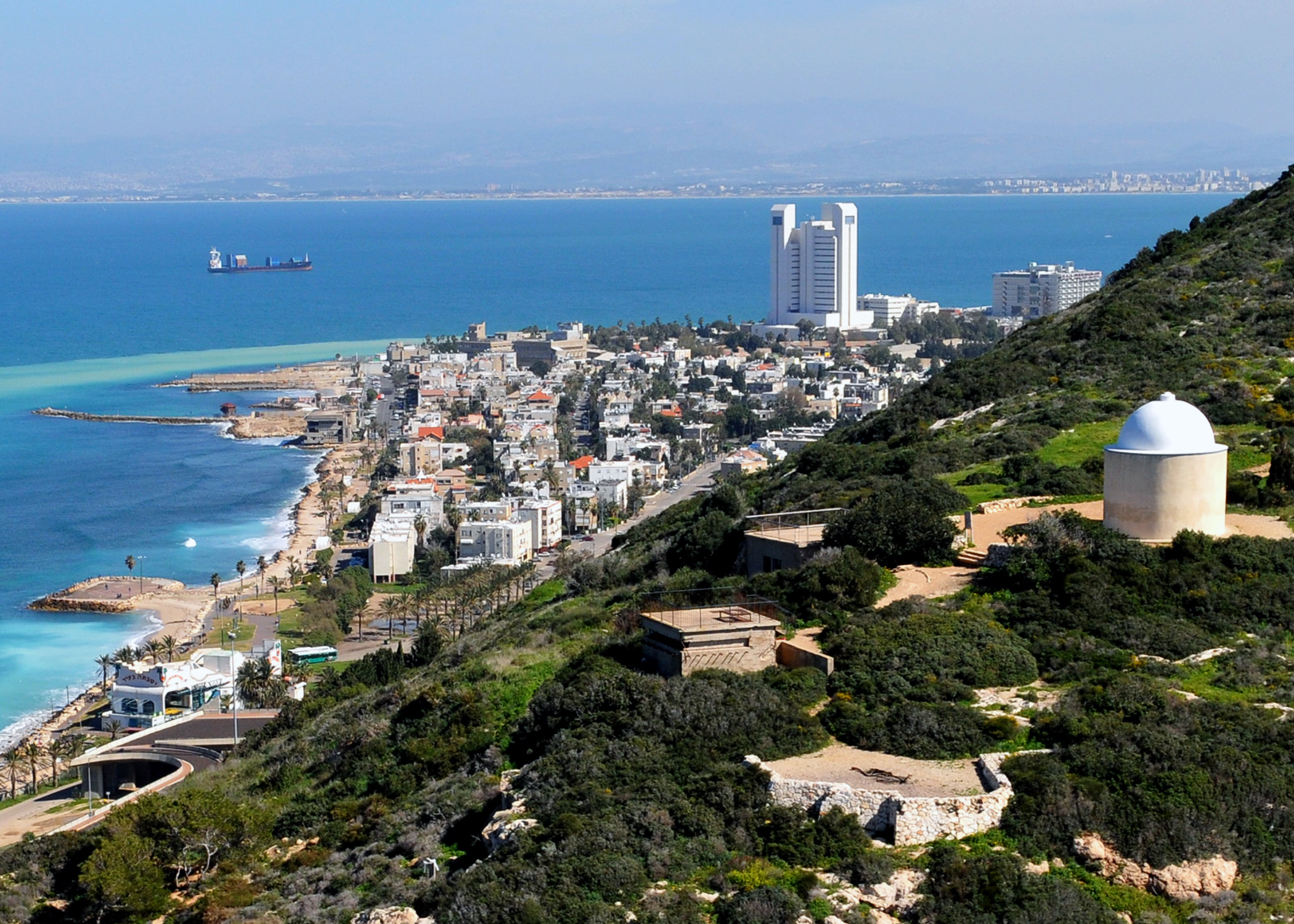
Vista de la Capilla Frente a la Bahía de Haifa